# Tryphera gymnops
Tryphera gymnops là một loài ruồi trong họ Tachinidae.